# Ioan Vieru (poète)
Pour les articles homonymes, voir Vieru.

[
Ioan Vieru , (né le 6 mai 1962 à Târgu Neamț) est un poète et éditeur roumain.

## Biographie
Ioan Vieru vit à Bucarest et édite la revue de la littérature et arts visuels    Contrapunct.
Il est membre du PEN club.

## Œuvres
- Căile șoimului, 1990
- Cearcăn, 1991
- Abisul mîinilor, 1994
- Coloana oficială, 1994
- Transparență cu Pieta, 1997
- Capodopera cinematografică, 1998
- Intervalul răbdării, 2002
- Arhiva din spatele asinilor, 2007

- Zidul din turn, préface de Alexandre Paléologue, 1996
- Crinul regal, collection « Poeți români contemporani », présentation de Dorin Tudoran, 1999.

- Zilele fluxului, préface de Ion Stratan, 2000.
- Peisaj confiscat, préface de Gheorghe Grigurcu, 1996, 2006.